# Благовещенский, Николай Васильевич
Никола́й Васи́льевич Благове́щенский (26 декабря 1896, Ростов, Ярославская губерния — не ранее 1961) — русский и советский офицер, участник Первой мировой, Гражданской и Великой Отечественной войны, участник обороны Севастополя. Командир 9-й бригады морской пехоты Черноморского флота.

## Биография
Родился 26 декабря 1896 года в городе Ростов Ярославской губернии. Русский.

### Первая мировая война
Был мобилизован в Русскую императорскую армию с августа 1915 года. Участник Первой мировой войны.
Был зачислен рядовым в 197-й пехотный запасный батальон. Окончил Алексеевское военное училище по ускоренному курсу, из юнкеров произведен в прапорщики (ВП от 23 мая 1916 года). В 1916 году был назначен младшим офицером в 206-й пехотный запасный батальон. В 1917 убыл на Румынский фронт, воевал в 755-м пехотном Литинском полку. С декабря 1917 исполнял должность начальника пеших разведчиков полка. В феврале 1918 года быд демобилизован.
В РККА вступил с 26 мая 1919 года. Член ВКП(б). Участник Гражданской войны. В ходе войны принимал участие в боевых действиях против банд на территории Терской области (Северный Кавказ) с 1920 года по 1921 год.
В августе 1938 года был арестован органами НКВД и до конца сентября 1939 года находился под следствием, после чего освобожден с прекращением дела.

### Вторая мировая война
Участник Великой Отечественной войны. В период с 25 сентября 1941 года по начало июля 1942 года подполковник (с 3 апреля 1942 года — полковник) Благовещенский Н. В. занимал должность командира 9-й бригады морской пехоты. В конце июня 1942 года остатки бригады сражались на окраине Севастополя. В последующем, бригада, как погибшая в боях, была официально расформирована в середине июля 1942 года. В первой половине июля 1942 года после своей эвакуации из Севастополя в числе командного состава полковник Благовещенский Н. В. был зачислен в распоряжение Военного совета ЧФ. До 20 марта 1943 года исполнял должность начальника строевого управления ЧФ, после чего был назначен на должность начальника отдела подготовки морской пехоты и сухопутных войск Управления береговой обороны ЧФ. В должности находился почти до самого окончания Второй мировой войны.
15 июня 1953 года полковник Благовещенский Н. В. был уволен в запас.
Делал доклад на военно-научной конференции 1961 года о боевом пути 9-й бригады морской пехоты Черноморского флота.

## Награды
Был награждён
- орденом Ленина (21.02.1945) — за выслугу лет, 25 лет безупречной службы;
- орденом Красного Знамени (23.10.1942);
- орденом Красного Знамени (03.11.1944) — за выслугу лет, 20 лет безупречной службы;
- орденом Красного Знамени (1949) — за выслугу лет, 30 лет безупречной службы;
- орденом Отечественной войны I степени (07.08.1944);
- медалью «За оборону Севастополя»;
- медалью «За оборону Кавказа»;
- медалью «За победу над Германией в Великой Отечественной войне 1941—1945 гг.» (1945);
- юбилейной медалью «ХХ лет РККА» (22.02.1938);
- юбилейной медалью «30 лет Советской Армии и Флота» (22.02.1948).